# NGC 4269
NGC 4269 (другие обозначения — UGC 7372, MCG 1-32-5, ZWG 42.24, VCC 373, PGC 39719) — линзовидная галактика в созвездии Девы. Открыта Генрихом Луи Д'Арре в 1862 году.
Находится рядом с VCC366, другой линзовидной галактикой. Анализ параметров галактики затруднён из-за наличия очень яркой звезды в 1,3 минутах дуги. Галактика выпадает из наблюдаемого соотношения между светимостью и размерами для галактик в скоплении Девы.
Этот объект входит в число перечисленных в оригинальной редакции «Нового общего каталога».
Галактика NGC 4269 входит в состав группы галактик NGC 4261. Помимо NGC 4269 в группу также входят ещё 31 галактика.